# Caponata

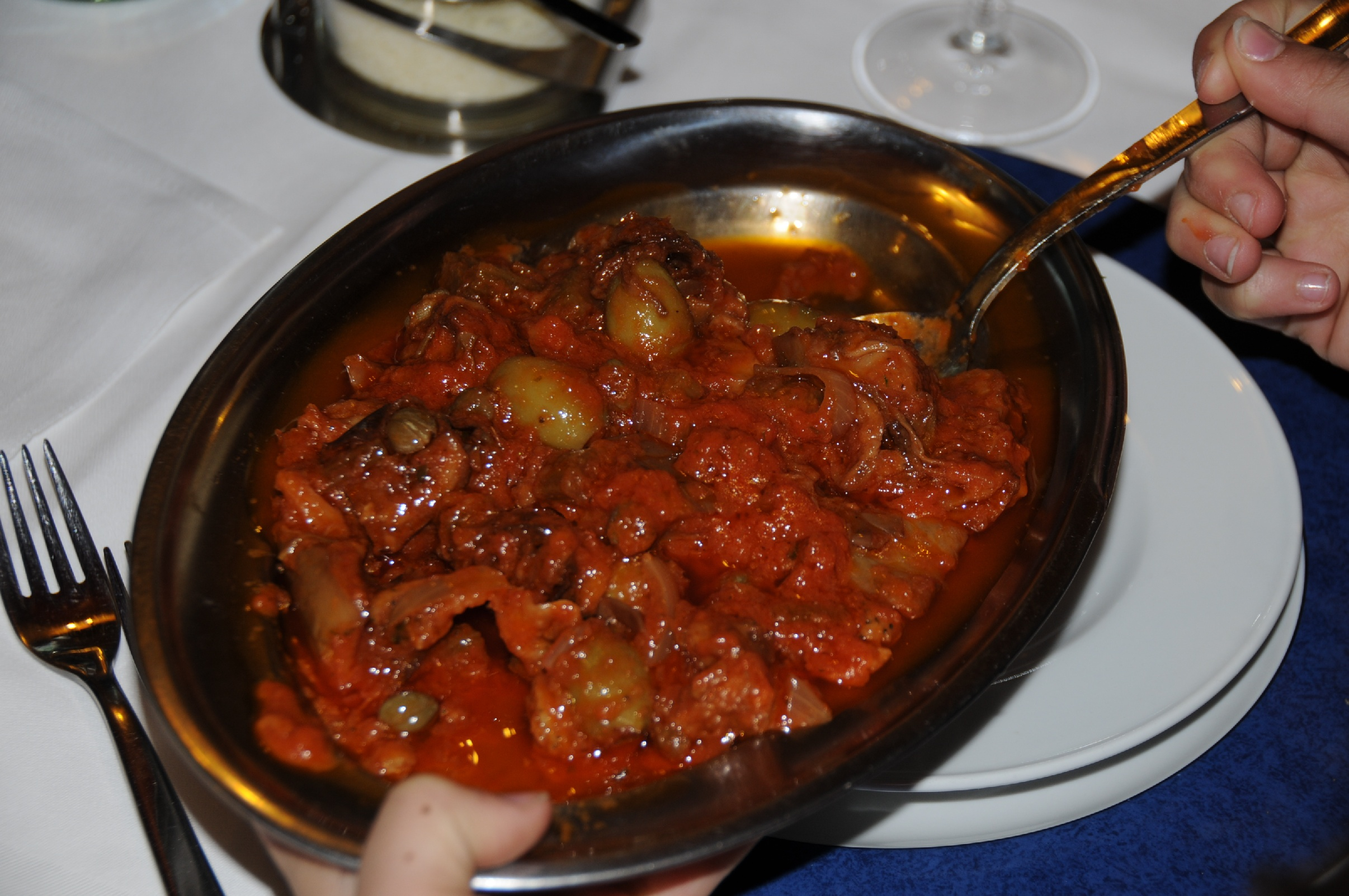
Caponata

Caponata is een Siciliaanse salade van gekookte groenten met als belangrijkste ingrediënt aubergine. Het recept verschilt per regio op het eiland en soms worden vis of andere zeevruchten toegevoegd. Een Napolitaanse variant, die echter als stoofpot wordt bereid, heet Ciambotta.
De herkomst van de naam Caponata is niet duidelijk, maar mogelijk is de naam afgeleid van het Catalaanse woord Caupone (Zeemanscafe) of van het Genuese gerecht capponata.